# Eburopone
Eburopone (лат.) — род муравьёв из подсемейства Dorylinae. Известно 2 вида.

## Распространение
Вьетнам и Южная Африка (Зимбабве, ЮАР).

## Описание
Мелкие муравьи (менее 5 мм) коричневого цвета, мономорфные. От сходных дорилиновых муравьёв отличается уникальными беловатыми отметинами кутикулы (предположительно железистой функции) на заднем крае IV абдоминального стернита рабочих, узким хельциумом (расположенным на середине сегмента), низкорасположенным проподеальным дыхальцем, а также наличием проното-мезоплеврального шва. Усики рабочих и самок 12-члениковые (у самцов 13). Глаза есть или отсутствуют. Оцеллии отсутствуют. Нижнечелюстные щупики рабочих E. wroughtoni 2-члениковые, нижнегубные щупики состоят из 2 сегментов. У рабочих E. easoana формула щупиков 3-2. У самцов E. wroughtoni формула щупиков 4-3 и 3-2. Средние и задние голени с одной гребенчатой шпорой, задние претарзальные коготки простые.
О биологии этого рода ничего не известно, однако полевые наблюдения показывают, что они являются подземными, имеют относительно многочисленные колонии и кормятся расплодом других муравьев.

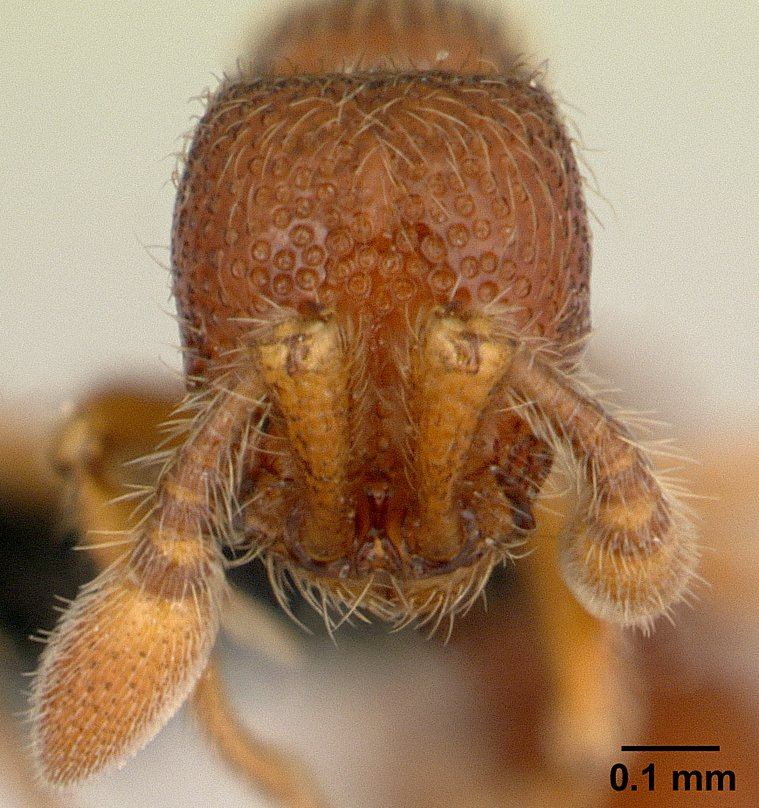
E. wroughtoni
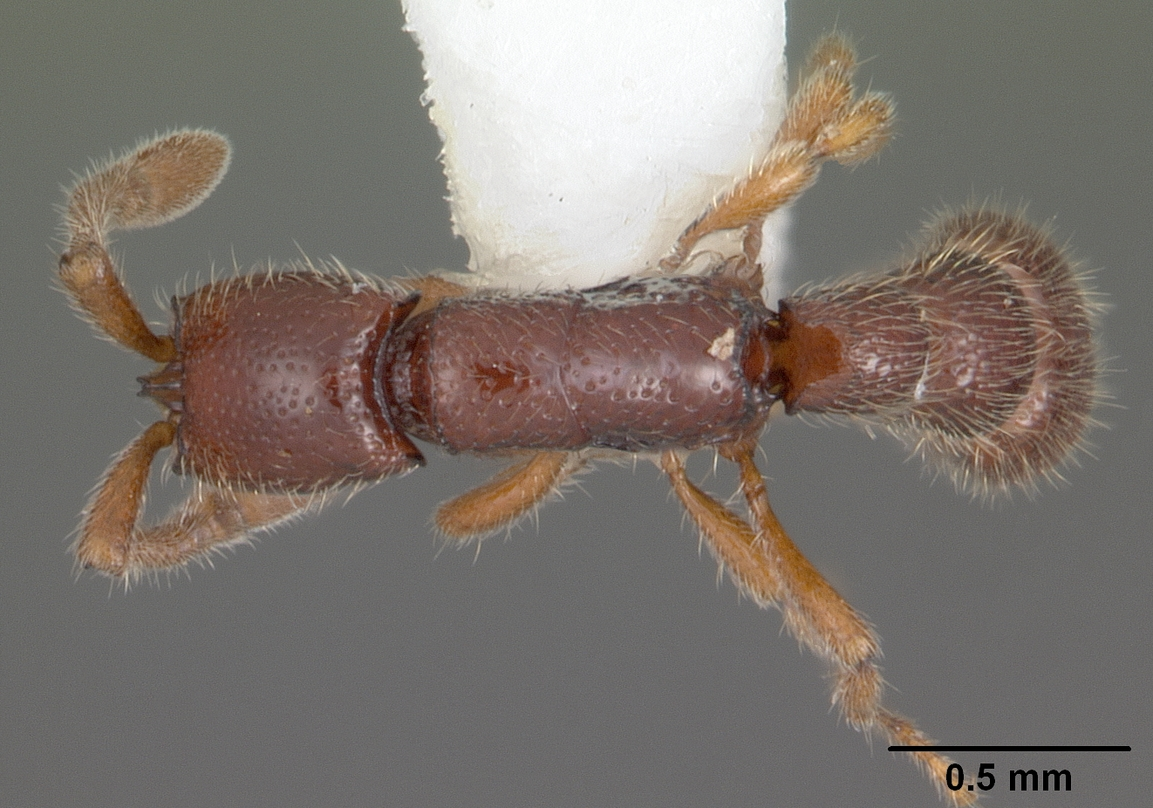
E. wroughtoni

## Систематика
Род Eburopone был впервые выделен в 2016 выделен в ходе ревизии всех кочевых муравьёв, проведённой американским мирмекологом Мареком Боровицем (Marek L. Borowiec, Department of Entomology and Nematology, One Shields Avenue, Калифорнийский университет в Дейвисе, Дейвис, штат Калифорния, США).
Его первый вид Eburopone wroughtoni (Южная Африка) были впервые описан в 1910 году в составе рода Cerapachys под первоначальным названием Cerapachys wroughtoni Forel, 1910. Первоначально вид входил в состав подсемейства Cerapachyinae. В 2014 году было предложено (Brady et al.) включить его и все дориломорфные роды и подсемейства (Aenictinae, Aenictogitoninae, Cerapachyinae, Ecitoninae и Leptanilloidinae) в состав расширенного подсемейства Dorylinae. В 2023 году был описан второй вид Eburopone easoana (Вьетнам).
- Eburopone easoana Yamada et al., 2023
- Eburopone wroughtoni (Forel, 1910)